# マイケル・ギャラガー (翻訳家)
マイケル・ギャラガー（Michael Gallagher、1930年 - ）は日本文学の作家・翻訳者。
三島由紀夫の『春の雪』の翻訳により、1973年の全米図書賞のファイナリストとなった。ノンフィクション作品「Laws of Heaven」はAlpha Sigma Nuを受賞した。

## 作品

### 英語への翻訳作品
- 日本沈没
- 海と毒薬
- 春の雪
- 奔馬
- エロ事師たち